# Amo (Miguel Bosé)
Amo è il diciottesimo album in studio del cantante spagnolo Miguel Bosé, pubblicato il 4 novembre 2014.

## Tracce
1. Encanto
2. Libre ya de amores
3. Amo
4. Solo sí
5. Tú mi salvación
6. Sí se puede
7. Los amores divididos
8. Respirar
9. Un nuevo día
10. I Miss Your Face
11. Domingo
12. L'incanto
13. Liberi da ore
14. Amo
15. Brividi

## Formazione
- Miguel Bosé - voce
- Andrew Frampton - basso, chitarra, tastiere
- Andres Levin - basso, chitarra, tastiere
- Larry Mullins - batteria
- Mikel Irazoki - chitarra
- Eugene Wasserman - chitarra
- Max Farrar - chitarra, tastiere
- Fernando Ortí - pianoforte
- Toluwanimi Adeyemo - tastiere

## Classifiche
| Classifiche (2015) | Posizione raggiunta |
| ------------------ | ------------------- |
| Italia             | 19                  |
| Spagna             | 4                   |